# Dyskografia Martina Solveiga
Dyskografia Martina Solveiga – francuskiego DJ–a, producenta muzycznego i wokalisty muzyki elektronicznej składa się z pięciu albumów studyjnych, jednej komplikacji, dwudziestu singli i dziewiętnastu teledysków.
Pierwsze trzy albumy Solveiga Sur la terrenie, Suite i Hedonist wydane w latach 2002-2005 odniosły większego sukcesu w notowaniach na listach przebojów i w sprzedaży. Wydany w 2008 roku album C'est la Vie był notowany m.in. na szesnastym miejscu na francuskiej liście przebojów SNEP.
Przełom w jego karierze nastąpił w 2010 po wydaniu singla „Hello” nagranego wspólnie z kanadyjskim zespołem Dragonette. Utwór był notowany na pierwszych miejscach list przebojów w Austrii, Flandrii i Holandii oraz dwukrotnie zdobył status platynowej płyty Australii, Kanadzie i Szwecji. „Hello” wraz z singlami „Ready 2 Go”, „Big in Japan” i „The Night Out” znalazł się na albumie Smash, który był m.in. osiemnasty na francuskiej liście przebojów. W 2015 r. wraz z amerykańskim duetem GTA wydał singel „Intoxicated”, który pokrył się złotem w Belgii i Niemczech.
W 2011 roku był autorem tekstu oraz producentem sześciu utworów z albumu MDNA Madonny, w tym singlów „Turn Up the Radio” i „Give Me All Your Luvin'”.

## Albumy

### Albumy studyjne
| Rok                                                     | Dane dot. albumu                                                                                       | Pozycje na listach przebojów | Pozycje na listach przebojów | Pozycje na listach przebojów | Pozycje na listach przebojów | Pozycje na listach przebojów |
| Rok                                                     | Dane dot. albumu                                                                                       | FRA                          | BEL (FL)                     | BEL (WA)                     | GER                          | SWI                          |
| ------------------------------------------------------- | --- | ---------------------------- | ---------------------------- | ---------------------------- | ---------------------------- | ---------------------------- |
| 2002                                                    | Sur la terre - Wydany: 17 czerwca 2002 - Wytwórnia: Penso Positivo - Format: Digital download, CD      | –                            | –                            | –                            | –                            | –                            |
| 2003                                                    | Suite - Wydany: 24 czerwca 2003 - Wytwórnia: Penso Positivo - Format: Digital download, CD             | 84                           | –                            | –                            | –                            | –                            |
| 2005                                                    | Hedonist - Wydany: 12 września 2005 - Wytwórnia: Penso Positivo - Format: Digital download, CD         | 43                           | –                            | 99                           | –                            | –                            |
| 2008                                                    | C'est la Vie - Wydany: 28 października 2008 - Wytwórnia: Temps D'Avance - Format: Digital download, CD | 16                           | 99                           | 23                           | –                            | 59                           |
| 2011                                                    | Smash - Wydany: 6 czerwca 2011 - Wytwórnia: Mercury Records - Format: Digital download, CD             | 18                           | –                            | 37                           | 84                           | 77                           |
| „–” oznacza, że album nie był notowany na danej liście. | |                              |                              |                              |                              |                              |

### Kompilacje
| Rok                                                     | Dane dot. albumu                                                                       | Pozycje na listach przebojów | Pozycje na listach przebojów | Pozycje na listach przebojów | Pozycje na listach przebojów |
| Rok                                                     | Dane dot. albumu                                                                       | FRA                          | BEL (WA)                     | SWI                          |                              |
| ------------------------------------------------------- | -------------------------------------------------------------------------------------- | ---------------------------- | ---------------------------- | ---------------------------- | ---------------------------- |
| 2006                                                    | So Far - Wydany 5 grudnia 2006 - Wytwórnia: Interowners - Format: Digital download, CD | 38                           | 100                          | 85                           |                              |
| „–” oznacza, że album nie był notowany na danej liście. |                                                                                        |                              |                              |                              |                              |

## Single
| Rok                                                     | Singel                                                             | Pozycje na listach przebojów | Pozycje na listach przebojów | Pozycje na listach przebojów | Pozycje na listach przebojów | Pozycje na listach przebojów | Pozycje na listach przebojów | Pozycje na listach przebojów | Pozycje na listach przebojów | Pozycje na listach przebojów | Pozycje na listach przebojów | Pozycje na listach przebojów | Pozycje na listach przebojów | Certyfikat | Album        |
| Rok                                                     | Singel                                                             | FRA                          | AUS                          | AUT                          | BEL (FL)                     | BEL (WA)                     | GER                          | ITA                          | NED                          | SWE                          | SWI                          | UK                           | US                           | Certyfikat | Album        |
| ------------------------------------------------------- | ------------------------------------------------------------------ | ---------------------------- | ---------------------------- | ---------------------------- | ---------------------------- | ---------------------------- | ---------------------------- | ---------------------------- | ---------------------------- | ---------------------------- | ---------------------------- | ---------------------------- | ---------------------------- | --- | ------------ |
| 2003                                                    | „Madan” (Martin Solveig & Salif Keïta)                             | 37                           | –                            | –                            | –                            | –                            | –                            | 17                           | 87                           | –                            | 66                           | –                            | –                            | | Sur la Terre |
| 2004                                                    | „Rocking Music”                                                    | 47                           | 39                           | –                            | –                            | –                            | –                            | –                            | 82                           | –                            | –                            | 35                           | –                            | | Sur la Terre |
| 2004                                                    | „I'm a Good Man”                                                   | –                            | –                            | –                            | –                            | –                            | –                            | –                            | –                            | –                            | –                            | 57                           | –                            | | Sur la Terre |
| 2005                                                    | „Everybody”                                                        | 37                           | 33                           | –                            | 28                           | 27                           | –                            | –                            | –                            | –                            | –                            | 22                           | –                            | | Hedonist     |
| 2006                                                    | „Jealousy”                                                         | 36                           | –                            | –                            | 30                           | 40                           | –                            | 29                           | –                            | –                            | 60                           | 62                           | –                            | | Hedonist     |
| 2007                                                    | „Rejection”                                                        | 34                           | –                            | –                            | –                            | –                            | –                            | 23                           | –                            | –                            | 55                           | –                            | –                            | | Hedonist     |
| 2007                                                    | „Something Better” (gościnnie Jay Sebag)                           | –                            | –                            | –                            | –                            | –                            | –                            | 26                           | –                            | –                            | –                            | –                            | –                            | | Hedonist     |
| 2008                                                    | „Cabo Parano”                                                      | –                            | –                            | –                            | –                            | –                            | –                            | –                            | –                            | –                            | –                            | –                            | –                            | | So Far       |
| 2008                                                    | „C'est la Vie”                                                     | –                            | –                            | –                            | –                            | –                            | –                            | –                            | –                            | –                            | 63                           | –                            | –                            | | C'est la Vie |
| 2008                                                    | „I Want You” (gościnnie Lee Fields)                                | 59                           | –                            | –                            | –                            | 37                           | –                            | –                            | –                            | –                            | –                            | –                            | –                            | | C'est la Vie |
| 2008                                                    | „One 2.3 Four”                                                     | –                            | –                            | –                            | 2                            | –                            | –                            | –                            | –                            | –                            | –                            | –                            | –                            | | C'est la Vie |
| 2009                                                    | „Boys & Girls” (gościnnie Dragonette)                              | 17                           | –                            | –                            | –                            | –                            | –                            | –                            | –                            | –                            | –                            | –                            | –                            | | C'est la Vie |
| 2010                                                    | „Hello” (Martin Solveig & Dragonette)                              | 5                            | 13                           | 1                            | 1                            | 2                            | 5                            | 7                            | 1                            | 31                           | 10                           | 13                           | 46                           | - AUS: 2× platynowa płyta - CAN: 2× platynowa płyta - SWE: 2× platynowa płyta - BEL: platynowa płyta - GER: platynowa płyta - SWI: platynowa płyta - NZL: złota płyta - UK: Złota płyta - US: złota płyta | Smash        |
| 2011                                                    | „Ready 2 Go” (gościnnie Kele)                                      | 20                           | –                            | 42                           | –                            | 40                           | 45                           | –                            | 52                           | –                            | 70                           | 48                           | –                            | | Smash        |
| 2011                                                    | „Big in Japan” (Martin Solveig & Dragonette, gościnnie Idoling!!!) | –                            | –                            | –                            | 37                           | –                            | –                            | –                            | –                            | –                            | –                            | –                            | –                            | | Smash        |
| 2012                                                    | „The Night Out”                                                    | 78                           | –                            | –                            | 23                           | 22                           | 71                           |                              | –                            | –                            | –                            | 36                           | –                            | | Smash        |
| 2013                                                    | „Hey Now” (Martin Solveig & The Cataracs, gościnnie Kyle)          | 55                           | –                            | 8                            | 31                           | 43                           | 10                           | –                            | –                            | –                            | 38                           | –                            | –                            | |              |
| 2014                                                    | „Blow” (Martin Solveig & Laidback Luke)                            | –                            | –                            | –                            | 32                           | –                            | –                            | –                            | –                            | –                            | –                            | –                            | –                            | |              |
| 2015                                                    | „Intoxicated” (Martin Solveig & GTA)                               | 15                           | –                            | 23                           | 6                            | 8                            | 11                           | –                            | 11                           | –                            | 33                           | 5                            | –                            | - BEL: złota płyta - GER: złota płyta - POL: złota płyta |              |
| 2015                                                    | „+1” (gościnnie Sam White)                                         | 31                           | –                            | –                            | 27                           | 49                           | 38                           | –                            | 76                           | –                            | –                            | 51                           | –                            | |              |
| 2016                                                    | „Do It Right” (gościnnie Tkay Maidza)                              | 48                           | 56                           | 72                           | 31                           | –                            | 41                           | –                            | –                            | –                            | –                            | 97                           | –                            | |              |
| 2016                                                    | „Places” (gościnnie Ina Wroldsen)                                  | 56                           | –                            | 72                           | 43                           | –                            | 44                           | –                            | –                            | –                            | –                            | 47                           | –                            | |              |
| 2017                                                    | „All Stars” (gościnnie Alma)                                       | 11                           | –                            | 24                           | 11                           | –                            | 33                           | –                            | –                            | –                            | 94                           | 83                           | –                            | |              |
| 2018                                                    | „My Love”                                                          | 74                           | –                            | –                            | –                            | 22                           | –                            | –                            | –                            | –                            | –                            | –                            | –                            | |              |
| 2019                                                    | „All Day and Night” (oraz Jax Jones i Madison Beer)                |                              |                              |                              |                              |                              |                              |                              |                              |                              | 77                           |                              |                              | - POL: 3× platynowa płyta | Snacks       |
| „–” oznacza, że album nie był notowany na danej liście. |                                                                    |                              |                              |                              |                              |                              |                              |                              |                              |                              |                              |                              |                              | |              |

## Teledyski
| Rok  | Tytuł                          | Reżyser                         |
| ---- | ------------------------------ | ------------------------------- |
| 2004 | „Rocking Music”                | Martin Solveig                  |
| 2005 | „Everybody”                    | Martin Solveig                  |
| 2006 | „Rejection”                    | Martin Solveig                  |
| 2007 | „Something Better”             | Martin Solveig                  |
| 2008 | „Boys & Girls”                 | [ 31 ]                          |
| 2008 | „Jealousy”                     | Tristan Seguela                 |
| 2008 | „C'est la Vie”                 | Tristan Seguela                 |
| 2009 | „One 2.3 Four”                 | Martin Solveig                  |
| 2010 | „Hello”                        | Tristan Seguela, Martin Solveig |
| 2010 | „I Want You”                   | [ 36 ]                          |
| 2011 | „Ready 2 Go”                   | Tristan Seguela, Martin Solveig |
| 2011 | „Big in Japan”                 | Tristan Seguela, Martin Solveig |
| 2012 | „The Night Out”                | [ 39 ]                          |
| 2012 | „The Night Out” (Madeon Remix) | [ 40 ]                          |
| 2013 | „Hey Now”                      | Martin Solveig, Yeoram Kalfa    |
| 2013 | „Blow”                         | Martin Solveig, Yeoram Kalfa    |
| 2015 | „Intoxicated”                  | Paul&Martin                     |
| 2015 | „+1”                           | Martin Solveig                  |
| 2016 | „Intoxicated” (Salva Remix)    | Paul&Martin                     |
| 2016 | „Do It Right”                  | Monsieur L’Agent                |
| 2016 | „Places”                       | Martin Solveig                  |

## Współpraca muzyczna
| 2000    | „Edony”                                                    | Africanism All Stars | Africanism Vol. 1                                             | T | T |
| 2005    | „Dalila”                                                   | Bumcello             | Animal Sophistiqué, So Far (komplikacja Martina Solveiga)     |   | T |
| 2006    | „For You”                                                  | Bob Sinclar          | Western Dream                                                 | T | T |
| 2006    | „I've Got A Woman”                                         | Lee Fields           | So Far (komplikacja Martina Solveiga)                         |   | T |
| 2009    | „Scared Of Me” (gościnnie Mitch Crown)                     | Fedde Le Grand       | Output                                                        | T |   |
| 2011    | „Beautiful Killer”                                         | Madonna              | MDNA                                                          | T | T |
| 2011    | „I Fucked Up”                                              | Madonna              | MDNA                                                          | T | T |
| 2011    | „Turn Up the Radio”                                        | Madonna              | MDNA                                                          | T | T |
| 2011    | „B-Day Song” (gościnnie M.I.A.)                            | Madonna              | MDNA                                                          | T | T |
| 2011    | „I Don't Give A” (gościnnie Nicki Minaj)                   | Madonna              | MDNA                                                          | T | T |
| 2011    | „Give Me All Your Luvin'” (gościnnie Nicki Minaj i M.I.A.) | Madonna              | MDNA                                                          | T | T |
| 2014    | „Lepo Lepo” (gościnnie Pitbull)                            | Psirico              | One Love, One Rhythm – The 2014 FIFA World Cup Official Album | T |   |
| Źródło: |                                                            |                      |                                                               |   |   |